# 索爾特里弗 (密蘇里州)
索爾特里弗（英語：Salt River）是位於美國密蘇里州羅爾斯縣的非建制地區。

## 地理
索爾特里弗所處的海拔為高於海平面187米（即614英呎），而該地所採用的時區為UTC-6，即北美中部時區（CST）。同時該地設有夏令時間，為UTC-6調快一小時，即UTC-5（CDT）。